# Nebojša Gudelj
Nebojša Gudelj (Servisch: Небојша Гудељ) (Trebinje, 23 september 1968) is een voormalig Bosnisch-Servisch voetballer die als verdediger speelde. Nadien werd hij trainer. Hij is de vader van voetballer Nemanja Gudelj.

## Carrière als voetballer
Na de gehele jeugdopleiding van Partizan Belgrado te hebben doorlopen, begon Gudelj zijn profcarrière in 1988 bij het Bosnische FK Leotar Trebinje. Hij speelde daar 99 wedstrijden, voordat hij in 1991 terugkeerde naar Partizan Belgrado. Daar bleef hij tot de zomer van 1994. Toen vertrok hij naar het Spaanse CD Logroñés, dat toen nog in de Primera División speelde. In 1996 vertrok hij naar CD Leganés, dat toentertijd in de Segunda División A speelde. Hij verbleef daar één seizoen.
In 1997 kwam Gudelj naar Nederland. Hij ging spelen voor NAC Breda. Met 246 wedstrijden achter zijn naam voor de club uit Noord-Brabant, werd hij een van de vaste waarden in het team gedurende de seizoenen rond en vlak na de eeuwwisseling. Na acht jaar bij de club te hebben gespeeld, werd hij in 2005 ontslagen en moest hij op zoek naar een nieuwe club.
Gudelj besloot dat hij toch graag nog een jaar wilde spelen en hij verdiende een contract bij Sparta, waar hij in de zomer van 2006 zijn professionele voetbalcarrière afsloot. Gudelj speelde daarna nog in het eerste zaterdagteam van RKVV DIA.

## Carrière als staflid
Gudelj werd in november 2012 aangesteld als hoofdcoach van NAC Breda, waar hij John Karelse opvolgde. Met NAC eindigde hij in het seizoen 2012-2013 dertiende in de eredivisie en in het seizoen 2013-2014 vijftiende. Gudelj kreeg op 13 oktober 2014 zijn ontslag. NAC stond op dat moment vijftiende, met acht punten uit acht wedstrijden.
In de zomer van 2015 ging hij scoutingactiviteiten verrichten voor AFC Ajax, de club waar zijn zoons Nemanja Gudelj en Dragiša Gudelj voor gingen voetballen, in de Balkan.

## Erelijst
FK Partizan
- Kampioen van de FR Joegoslavië

1992/93, 1993/94
- Beker van de FR Joegoslavië

1991/92, 1993/94
 NAC Breda
- Eerste divisie

1999/00